# Conduit hépatique
Pour les articles homonymes, voir canal.
Les conduits hépatiques ou canaux hépatiques font partie des voies biliaires intrahépatiques. Dans le foie, les petits canaux biliaires se réunissent pour former les conduits hépatiques droit et gauche qui sortent du foie au niveau du hile et qui forment à leur tour le conduit hépatique commun, qui devient extra-hépatique.